# گومرزباخ
شهر گومرزباخ در ایالت نوردراین-وستفالن در کشور آلمان واقع شده‌است. جمعیت آن طبق آمار سال ۲۰۲۰ بالغ بر ۵۰۹۷۸ نفر است.